# Powiat Agawa
Powiat Agawa (jap. 吾川郡 Agawa-gun) – powiat w Japonii, w prefekturze Kōchi. W 2024 roku liczył 24 744 mieszkańców.

## Miejscowości
- Ino
- Niyodogawa